# پرستودریایی سفید کوچک

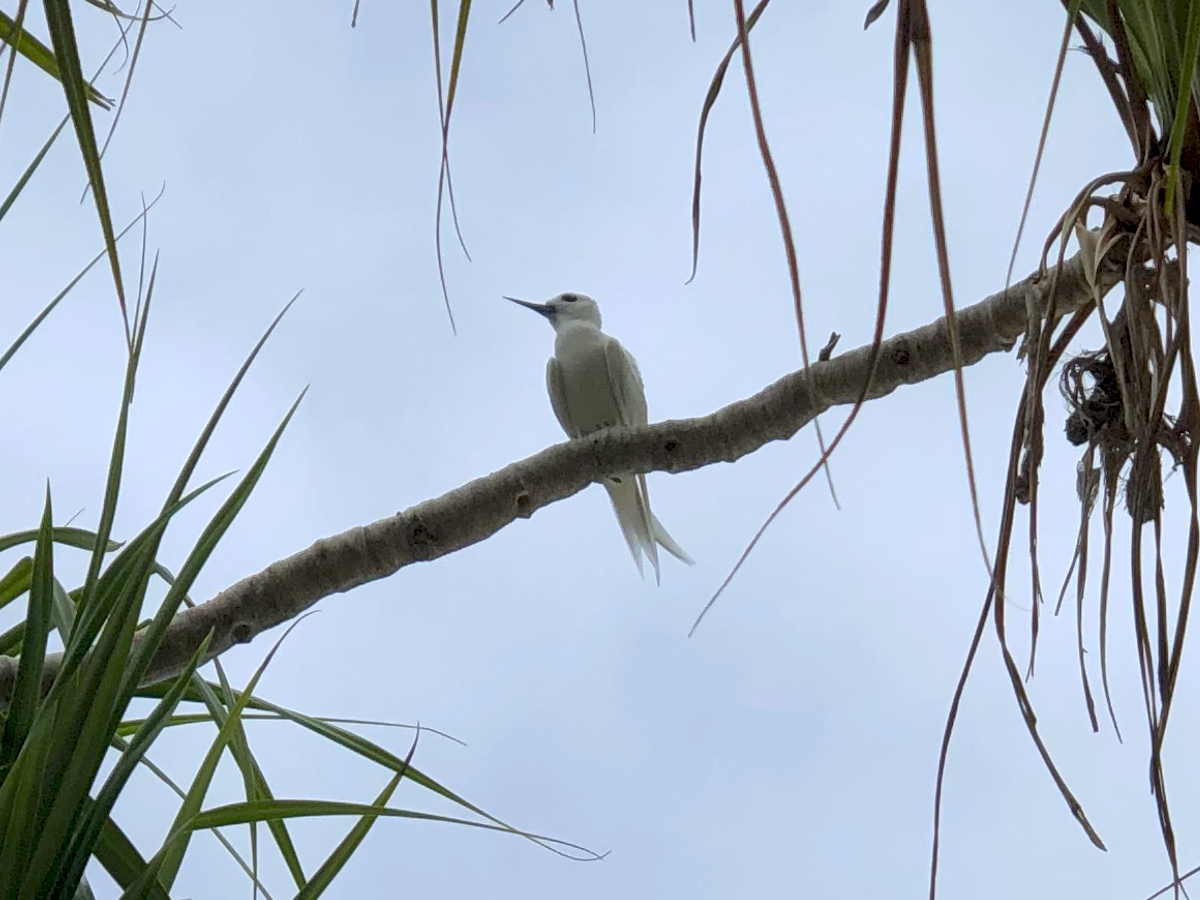
پرستو دریایی سفید کوچک

پرستودریایی سفید کوچک (نام علمی: Gygis microrhyncha) نام یک گونه از تیره مرغ نوروزی است.